# アコニト (駆逐艦)
アコニト（フランス語: Aconit, D609）は、フランス海軍が運用していた駆逐艦。対潜護衛重視の大型護衛艦（コルベット）のプロトタイプとして、1965年度で1隻のみ建造されており、このことからC-65型とも称される。
設計面ではシュフラン級（FLE-60型）、装備面では「ラ・ガリソニエール」（T-56型）をもとにしているが、戦術情報処理装置の搭載や1軸推進方式の導入など新機軸も多かった。一方で、FLE-60型の主兵装であった艦対空ミサイルや、T-56型で導入されていた哨戒ヘリコプターは、いずれも本艦では搭載されなかった。
艦隊護衛艦としては低速すぎる一方、船団護衛艦としては高級すぎて中途半端であると考えられたことから、当初計画されていた姉妹艦4隻の建造は中止され、より大型・高速のトゥールヴィル級（C-67型）に切り替えられることになった。なお同級の整備途中で、艦種はフリゲートに変更された。